# Sinningia nordestina
Sinningia nordestina är en tvåhjärtbladig växtart som beskrevs av Chautems, Baracho och Siqueira f.. Sinningia nordestina ingår i släktet Sinningia och familjen Gesneriaceae. Inga underarter finns listade i Catalogue of Life.